# 소련의 공화국의 국장
소련의 공화국의 국장은 소련을 구성했던 15개 공화국이 사용했던 국장이다.
모든 공화국의 국장에는 공산주의의 상징인 붉은 별, 낫과 망치가 들어가 있었으며 밀 이삭이 국장 양쪽을 감싸고 있는 형태를 띠고 있다. 리본에는 소련의 나라 표어인 "만국의 노동자여, 단결하라!"가 각 공화국의 언어와 러시아어로 쓰여져 있다. 각 공화국의 국장은 자연 풍경, 경제, 문화를 바탕으로 제작된 경우가 많았다.

## 국장 목록

러시아 소비에트 연방 사회주의 공화국의 국장
그루지야 소비에트 사회주의 공화국의 국장
라트비아 소비에트 사회주의 공화국의 국장
리투아니아 소비에트 사회주의 공화국의 국장
몰도바 소비에트 사회주의 공화국의 국장
벨로루시 소비에트 사회주의 공화국의 국장
아르메니아 소비에트 사회주의 공화국의 국장
아제르바이잔 소비에트 사회주의 공화국의 국장
에스토니아 소비에트 사회주의 공화국의 국장
우즈베크 소비에트 사회주의 공화국의 국장
우크라이나 소비에트 사회주의 공화국의 국장
카자흐 소비에트 사회주의 공화국의 국장
키르기스 소비에트 사회주의 공화국의 국장
타지크 소비에트 사회주의 공화국의 국장
투르크멘 소비에트 사회주의 공화국의 국장

## 단명한 공화국의 국장

부하라 소비에트 인민공화국의 국장
자캅카스 사회주의 연방 소비에트 공화국의 국장
카렐리야-핀란드 소비에트 사회주의 공화국의 국장
화레즘 소비에트 사회주의 공화국의 국장
투바 인민 공화국의 국장
투바 인민 공화국(1943-1944)의 국장

## 같이 보기
- 소련의 국장